# Telmatoscopus trifidus
Telmatoscopus trifidus és una espècie d'insecte dípter pertanyent a la família dels psicòdids.

## Descripció
- Mascle: cos marró; sutura interocular lleugerament corbada; front amb una àrea triangular pilosa; tòrax sense patagi; ales d'1,32-1,65 mm de llargada i 0,52-0,67 d'amplada, arrodonides, membranes clares, vena subcostal recta i acabant a prop de R1, R5 acabant més enllà de l'àpex; edeagus petit; antenes de 0,92 mm de llargària (el segment núm. 3 molt petit).
- Femella: similar al mascle, però amb la placa subgenital cordiforme i ales d'1,90 mm de longitud i 0,72 d'amplada.[3]

## Distribució geogràfica
Es troba a les illes Filipines: Mindanao i Negros.